# Montagelinie
Die Montagelinie ist eine Form der Fließfertigung und vor allem aus der Automobilindustrie bekannt.

## Der Aufbau einer Montagelinie

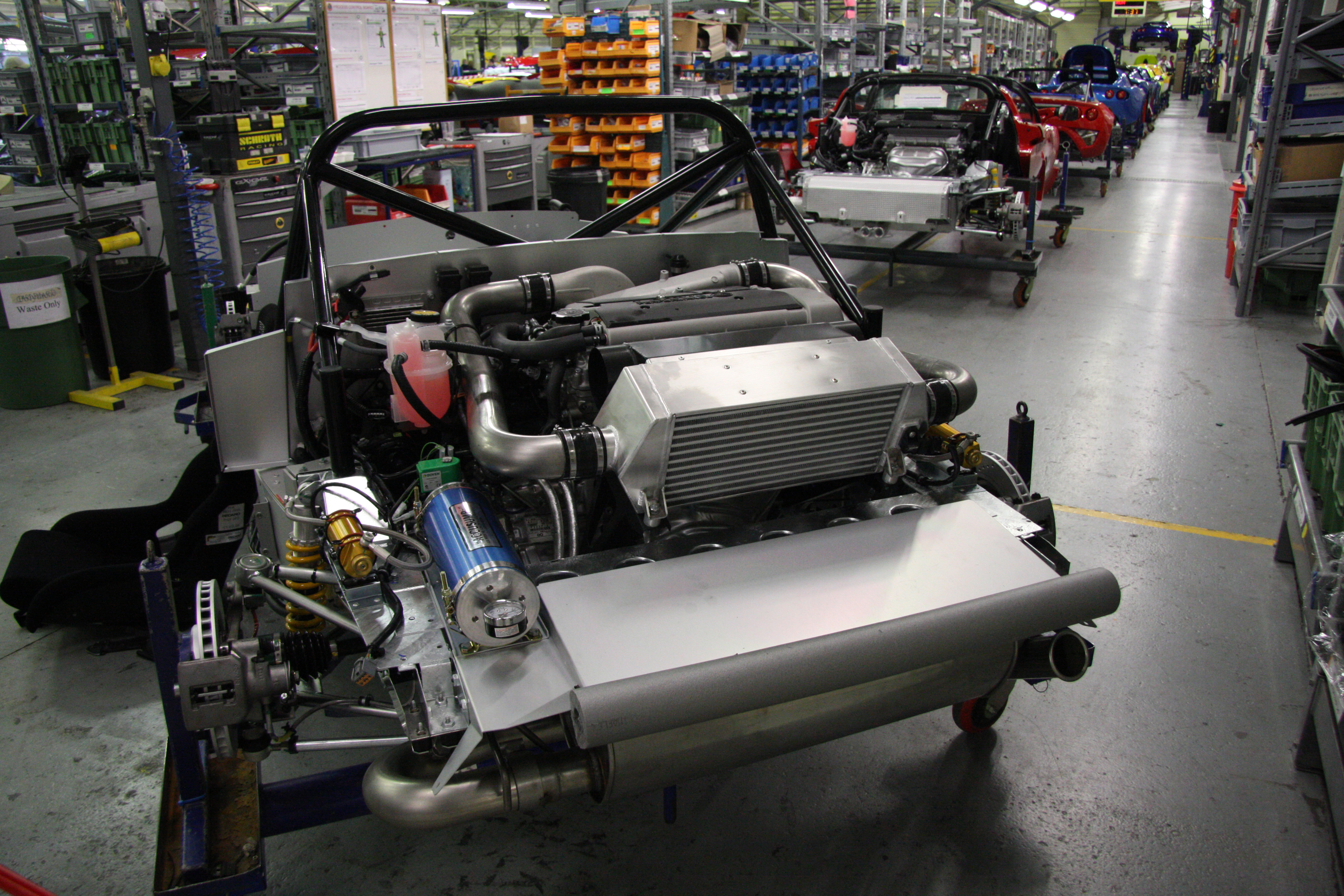
Lotus Elise

In einer Montagelinie werden die unterschiedlichen Varianten eines Produktes durch aufeinanderfolgende Montagetätigkeiten hergestellt. Für die fortlaufende Montage wird ein Montageträger benötigt, auf dem das Montageobjekt fixiert wird. Als grundlegendes Montageobjekt kommt i. d. R. ein statisches Element des zu fertigenden Produktes in Frage; dies kann eine Montageplatte, ein Hilfsrahmen oder auch – wie im Automobilbau – eine Karosserie sein. Die Reihenfolge der Montageschritte ist nicht beliebig, sondern erfordert eine bestimmte Reihenfolge, die im Voraus exakt geplant sein muss. Dabei wird die Montagelinie in Montagetakte aufgeteilt. Das Montageobjekt durchläuft die Takte in einer bestimmten Taktzeit. In dieser Zeit müssen die jeweils zugewiesenen Montagetätigkeiten ausgeführt werden, die in einem Arbeitsplan oder einer Arbeitsanweisung, in der auch alle benötigten Werkzeuge und Hilfsmittel sowie die zu verbauenden Teile, Baugruppen usw. genau festgelegt sind, exakt beschrieben sind.

## Montagegerechte Konstruktion
Um ein Produkt und seine unterschiedlichen Varianten auf ein und derselben Montagelinie herstellen zu können, ist eine montagegerechte Konstruktion des Produktes erforderlich. Dazu sollten die bauteile- und Baugruppenvarianten untereinander jeweils möglichst austauschbar sein. Die technischen Verbindungsstellen sowie die Verbindungstechnik zwischen den unterschiedlichen Aggregate, Teile und Baugruppen und ihren Varianten sollten möglichst genormt sein (siehe zur Systematik auch in: Produktgestaltung und Modularität).

## Geschichte
Die Montagefertigung begann im Automobilbau mit der "progressiv assembly line" von Ransom Eli Olds, bei der die Karosserie auf beweglichen Wagen befestigt war, der von Arbeitstation zu Arbeitstation geschoben wurde. Henry Ford entwickelte dieses Prinzip zusammen mit seinem Ingenieur Sörensen und seinem Vorarbeiter Lewis zur "moving assembly line" weiter. Dadurch konnten die Herstellungskosten seines Ford T-Modell drastisch reduziert und der Verkaufspreis gesenkt werden. Die Montagefertigung wurde anschließend von allen Automobilherstellern übernommen. In den letzten Jahren hat sich diese Form der Fließfertigung auch in anderen Industriezweigen mit komplexen und variantenreichen Produkten, wie dem Flugzeugbau, dem Maschinenbau oder der Elektroindustrie, etabliert.

## Steuerung von Montagelinien
Die Steuerung der Montage und Montagelinien ist bei komplexen und variantenreichen Erzeugnissen von großer Bedeutung, da diese immer mehr unterschiedliche Produktvarianten auf in einer Montagelinie zusammengebaut werden. Aufgrund der technischen Komplexität werden zudem im Fahrzeugbau große Aggregate wie Motoren, Getriebe, Achsen oder Sitze, entweder auf separaten Montagelinien oder sogar in separaten Montagewerken hergestellt. Umfangreiche Montagen von Baugruppen wie bspw. das Cockpit, das Frontend, die Fahrzeugtüren, das Schiebedach oder der Antriebsstrang werden in Vormontagen und/oder zu einem Lieferanten verlagert. Die vormontierten Aggregate oder Baugruppen werden dann komplett in der Endmontagelinie ins Endprodukt eingebaut. Bei hohen Produktionsstückzahlen können auch mehrere Montagelinien in einem Produktionswerk erforderlich sein. Die Fahrzeuge müssen dann unter Beachtung von eventuell bestehenden Fertigungsrestriktionen auf die Montagelinien aufgeteilt werden. Für die Produktionsplanung und -steuerung resultiert daraus die Aufgabe, die Reihenfolge und Belegung der Montagelinien im Rahmen des Scheduling so zu steuern, dass die Auslastung der Mitarbeiter und der Produktionsressourcen durch Nivellierung möglichst optimal erfolgt.
Je größer die Unterschiede in den Ausstattungen der Fahrzeugmodellen sind, desto schwieriger und ineffektiver wird die Fertigung auf einer fest durchgetakteten Montagelinie.
Als Alternative zum Fließband kündigte Audi im November 2016 an, die Autokarosserien auf Transportwagen zu packen, welche die verschiedenen Fertigungsinseln für die jeweils erforderlichen Montageschritte in Abhängigkeit von der Auslastung autonom anfahren sollen. (siehe dazu auch Industrie 4.0)